# Клане край Бискари
Клането от Бискари е военно престъпление, извършено през Втората световна война от американски войски (по време на т. нар. Съюзническо настъпление в Сицилия).
През юни и август 1943 г. са убити 76 невъоръжени военнопленници (74 италианци и 2 германци) близо до Бискари, Сицилия. Престъплението е потулено от извършителите, но се стига до военен процес срещу двама взели участие американски войници. Единият получава оправдателна присъда, другият е осъден и след това помилван. И двамата са се подчинили на заповедите на генерал Джордж Патън.